# Eunidia rougemonti
Eunidia rougemonti là một loài bọ cánh cứng trong họ Cerambycidae.